# أحسن من كتير
أحسن من كتير هو الألبوم الرابع للفنانة ساندي، صدر عام 2012 من إنتاج صوت الدلتا.
صورت ساندي أغنيات من الالبوم فيديو كليب وهم: عايزة أقولك وأحسن من كتير وأول مرة أتجرا مع كارل وولف وجميعها من إخراج David zannie والاغنية الرابعة محبطة وتحت إخراج fabien dufils

## قائمة الأغاني
| الرقم | اسم الأغنية                | الشاعر         | الملحن       | الموزع       |
| ----- | -------------------------- | -------------- | ------------ | ------------ |
| 1     | أول مرة أتجرا              | تامر حسين      | بلال سرور    | عادل حقي     |
| 2     | احلي حياة                  | أحمد الجندي    | أحمد إبراهيم | أحمد إبراهيم |
| 3     | أحسن من كتير               | جمال الخولي    | تامر علي     | أحمد إبراهيم |
| 4     | عايزة أقولك                | محمد عاطف      | محمد يحيي    | أحمد إبراهيم |
| 5     | مالوش كلمة                 | خالد تاج الدين | عمرو مصطفي   | أحمد إبراهيم |
| 6     | زي عادتي                   | إسلام مصطفي    | ROCKET       | أحمد إبراهيم |
| 7     | محبطة                      | أمير طعيمة     | رامي جمال    | أحمد إبراهيم |
| 8     | قد التحدي                  | أمير طعيمة     | أحمد إبراهيم | أحمد إبراهيم |
| 9     | باب أوضتي                  | إسلام مصطفي    | بلال سرور    | أحمد إبراهيم |
| 10    | أول مرة اتجرا مع كارل وولف | تامر حسين      | بلال سرور    | عادل حقي     |